# Апостольский викариат Гамбелы
Апостольский викариат Гамбелы (лат. Vicariatus Apostolicus Gambellensis) — апостольский викариат Римско-Католической церкви с центром в городе Гамбела, Эфиопия. Апостольский викариат Гамбелы распространяет свою юрисдикцию на территорию региона Гамбела и часть региона Оромия. Апостольский викариат Гамбелы подчиняется непосредственно Святому Престолу. Кафедральным собором апостольского викариата Гамбелы является церковь святого Иосифа.

## История
16 ноября 2000 года Римский папа Иоанн Павел II издал буллу Cum esset petitum, которой учредил апостольскую префектуру Гамбелы, выделив её из апостольской префектуры Джиммы-Бонги.
5 декабря 2009 года Римский папа Бенедикт XVI издал буллу Annuntiat Dominus, которой преобразовал апостольскую префектуру Гамбелы в апостольский викариат.

## Ординарии апостольского викариата
- Angelo Moreschi (16.11.2000 — 25.03.2020, до смерти);
- Roberto Bergamaschi, S.D.B. (9.09.2020 — по настоящее время).

## Источник
- Annuario Pontificio, Libreria Editrice Vaticana, Città del Vaticano, 2003, ISBN 88-209-7422-3
- Булла Cum esset petitum  (лат.)
- Булла Annuntiat Dominus  (лат.)